# The Legend of Heroes III: Song of the Ocean
The Legend of Heroes III: A Song of the Ocean (英雄伝説Ｖ 海の檻歌?, Eiyū Densetsu V Umi no Oriuta, lett. "La leggenda degli eroi V: Un canto in gabbia dell'oceano") è un gioco di ruolo giapponese pubblicato dalla Nihon Falcom nel 1999. È il quinto capitolo della serie di The Legend of Heroes e terzo della trilogia ambientata a Gagharv. Pubblicato inizialmente su Windows solo in Giappone ne è stato fatto un remake per PlayStation Portable nel 2006 tradotto e distribuito dalla Bandai Namco Games nel 2007 negli Stati Uniti.
Il gioco è ambientato nel terzo continente del mondo di Gagharv conosciuto come Weltluna separato dai due continenti dei giochi precedenti da barriere naturali invalicabili e per questo ignaro della loro esistenza.
Il gioco segue la storia di Forte un giovane di 14 anni suonatore di Kithara che insieme all'amica Una e il nonno McBain dovrà viaggiare per Weltluna in cerca delle 24 Pietre della Risonanza che hanno inscritte al loro interno pezzi della Melodia Fantasma in grado di salvare il mondo dall'apocalisse.
Il gioco presenta un video animato d'apertura diretto da Makoto Shinkai.